# 陳昕葳
陳昕葳（チェン・シンウェイ、2001年1月19日 - ）は、台湾の歌手、タレント。

## 来歴
2020年3月にiQIYIのオーディション番組『青春有你2』に参加し、視聴者投票によって最終順位50位となる。11月には、同じ事務所に所属している李汶翰、黄明昊、胡春楊と共に『宇宙打歌中心』のMCに選ばれる。
2021年5月には、Mnetのオーディション番組『Girls Planet 999』に参加し、最終順位18位であった。
新北市にある私立金陵女子高級中学（高校）を卒業。

## 出演
- 青春有你2（2020年）
- 這！就是灌籃 シーズン3（2020年）
- 宇宙打歌中心（2020年）
- 追光吧 ！哥哥（2021年）
- Girls Planet 999（2021年）